# NGC 2441
NGC 2441 је спирална галаксија у сазвежђу Жирафа која се налази на NGC листи објеката дубоког неба.
Деклинација објекта је + 73° 0' 55" а ректасцензија 7h 51m 54,5s. Привидна величина (магнитуда) објекта NGC 2441 износи 12,1 а фотографска магнитуда 12,9. Налази се на удаљености од 58,1000 милиона парсека од Сунца. NGC 2441 је још познат и под ознакама UGC 4036, MCG 12-8-15, CGCG 331-17, IRAS 07460+7308, PGC 22031.